# Fidži na Letních olympijských hrách 2024
Fidži se účastnilo Letních olympijských her 2024 a zastupovalo jej 33 sportovců v 7 sportech (17 mužů a 16 žen). Během zahájení her byli vlajkonoši výpravy Villiame Ratulu a Raijieli Daveua. Při zakončení her byli vlajkonoši výpravy Venice Traill a David Young. Fidži během her získalo 1 stříbrnou medaili.

## Medailisté
| Medaile | Jméno                           | Sport | Soutěž        | Datum        |
| ------- | ------------------------------- | ----- | ------------- | ------------ |
| Stříbro | Fidžijská ragbyová reprezentace | Ragby | Mužský turnaj | 27. července |

## Disciplíny

### Atletika
21letý Waisake Tewa startoval v Paříži na svých prvních olympijských hrách. Nastoupil do předkola závodu mužů na 100 m. Závod se konal 3. srpna 2024. Tewa nastoupil do šestého běhu předkola, ve kterém zaběhl čas 10,73 sekundy. I když to byl jeho nejlepší výkon sezóny, ve svém běhu skončil sedmý a do dalšího kola nepostoupil.
| Sportovec    | Disciplína   | Předkolo | Předkolo | Rozběh      | Rozběh      | Semifinále  | Semifinále  | Finále      | Finále      |
| Sportovec    | Disciplína   | Čas      | Pořadí   | Čas         | Pořadí      | Čas         | Pořadí      | Čas         | Pořadí      |
| ------------ | ------------ | -------- | -------- | ----------- | ----------- | ----------- | ----------- | ----------- | ----------- |
| Waisake Tewa | 100 m – muži | 10,73 SB | 7.       | nepostoupil | nepostoupil | nepostoupil | nepostoupil | nepostoupil | nepostoupil |

### Jachting
| Sportovkyně    | Disciplína    | Etapa | Etapa | Etapa | Etapa | Etapa | Etapa | Etapa | Etapa | Etapa  | Etapa  | Etapa | Etapa | Etapa | Etapa | Etapa | Etapa           | Body | Pořadí |
| Sportovkyně    | Disciplína    | 1     | 2     | 3     | 4     | 5     | 6     | 7     | 8     | 9      | 10     | 11    | 12    | 13    | 14    | 15    | Medailový závod | Body | Pořadí |
| -------------- | ------------- | ----- | ----- | ----- | ----- | ----- | ----- | ----- | ----- | ------ | ------ | ----- | ----- | ----- | ----- | ----- | --------------- | ---- | ------ |
| Viliame Ratulu | ILCA 7 – muži | 43    | 43    | 41    | 41    | 42    | 42    | 32    | 42    | zrušen | zrušen | N/A   | N/A   | N/A   | N/A   | N/A   | vyřazen         | 283  | 43.    |
| Sophia Morgan  | ILCA 6 – ženy | 33    | 28    | 20    | 38    | 40    | 38    | 33    | 38    | 29     | zrušen | N/A   | N/A   | N/A   | N/A   | N/A   | vyřazena        | 257  | 37.    |

### Judo
18letý judista Gerard Takayawa startoval v Paříži na svých prvních olympijských hrách. Do závodu mužů nad 100 kg nastoupil 2. srpna 2024. V prvním kole byl jeho soupeřem slovenský reprezentant Marius Fízeľ. Takayawa jej nedokázal porazit a do dalšího kola nepostoupil. Celkově tak obsadil sdílené 17. místo.
| Sportovec       | Disciplína      | 1/64                      | 1/32        | 1/16        | Čtvrtfinále | Semifinále  | Oprava      | Finále/Bronzová medaile | Finále/Bronzová medaile |
| Sportovec       | Disciplína      | Soupeř                    | Soupeř      | Soupeř      | Soupeř      | Soupeř      | Soupeř      | Soupeř                  | Pořadí                  |
| --------------- | --------------- | ------------------------- | ----------- | ----------- | ----------- | ----------- | ----------- | ----------------------- | ----------------------- |
| Gerard Takayawa | Muži nad 100 kg | Marius Fízeľ PROHRA 00–10 | nepostoupil | nepostoupil | nepostoupil | nepostoupil | nepostoupil | nepostoupil             | =17.                    |

### Plavání
19letý David Young startoval v Paříži na svých prvních olympijských hrách. Dne 1. srpna 2024 nastoupil do závodu mužů na 50 m volným způsobem. S časem 22,71 sekundy svoji rozplavbu vyhrál, ale na postup do dalšího kola to nestačilo a celkově obsadil 40. místo.
V plavání Fidži reprezentovala i 15letá Anahira McCutcheon, která nastoupila do svého prvního olympijského závodu 3. srpna 2024. S časem 26,88 sekundy obsadila ve svém rozplavbě páté místo a do dalšího kola nepostoupila. Celkově obsadila 37. místo.
| Sportovec/Sportovkyně | Disciplína               | Rozplavba | Rozplavba | Semifinále   | Semifinále   | Finále       | Finále       |
| Sportovec/Sportovkyně | Disciplína               | Čas       | Pořadí    | Čas          | Pořadí       | Čas          | Pořadí       |
| --------------------- | ------------------------ | --------- | --------- | ------------ | ------------ | ------------ | ------------ |
| David Young           | 50 m volný způsob – muži | 22,71     | 40.       | nepostoupil  | nepostoupil  | nepostoupil  | nepostoupil  |
| Anahira McCutcheon    | 50 m volný způsob – ženy | 26,88     | 37.       | nepostoupila | nepostoupila | nepostoupila | nepostoupila |

### Ragby
| Sportovec/Sportovkyně                  | Disciplína   | Skupina             | Skupina           | Skupina                 | Skupina | Čtvrtfinále       | Semifinále/Klasifikace do semifinále | Finále                             | Finále           |
| Sportovec/Sportovkyně                  | Disciplína   | Výsledek            | Výsledek          | Výsledek                | Pořadí  | Výsledek          | Pořadí                               | Výsledek                           | Pořadí           |
| -------------------------------------- | ------------ | ------------------- | ----------------- | ----------------------- | ------- | ----------------- | ------------------------------------ | ---------------------------------- | ---------------- |
| Fidžijská ragbyová reprezentace        | Ragby – muži | Uruguay VÝHRA 40–12 | USA VÝHRA 38–12   | Francie VÝHRA 19–12     | 1. Q    | Irsko VÝHRA 19–15 | Austrálie VÝHRA 31–7                 | Francie PROHRA 7–28                | Stříbrná medaile |
| Fidžijská ženská ragbyová reprezentace | Ragby – ženy | Kanada PROHRA 14–17 | Čína PROHRA 12–40 | Nový Zéland PROHRA 7–38 | 4.      | N/A               | Brazílie PROHRA 22–28                | Jihoafrická republika PROHRA 15–21 | 12.              |

#### Mužský turnaj

###### Soupiska
- Joji Nasova, Joseva Talacolo, Jeremaia Matana, Sevuloni Mocenacagi, Iosefo Baleiwairiki, Ponepati Loganimasi, Terio Veilawa, Waisea Nacuqu, Jerry Tuwai (C), Iowane Teba, Kaminieli Rasaku, Selestino Ravutaumada, Josaia Raisuqe, Filipe Sauturaga[15]

###### Výsledky

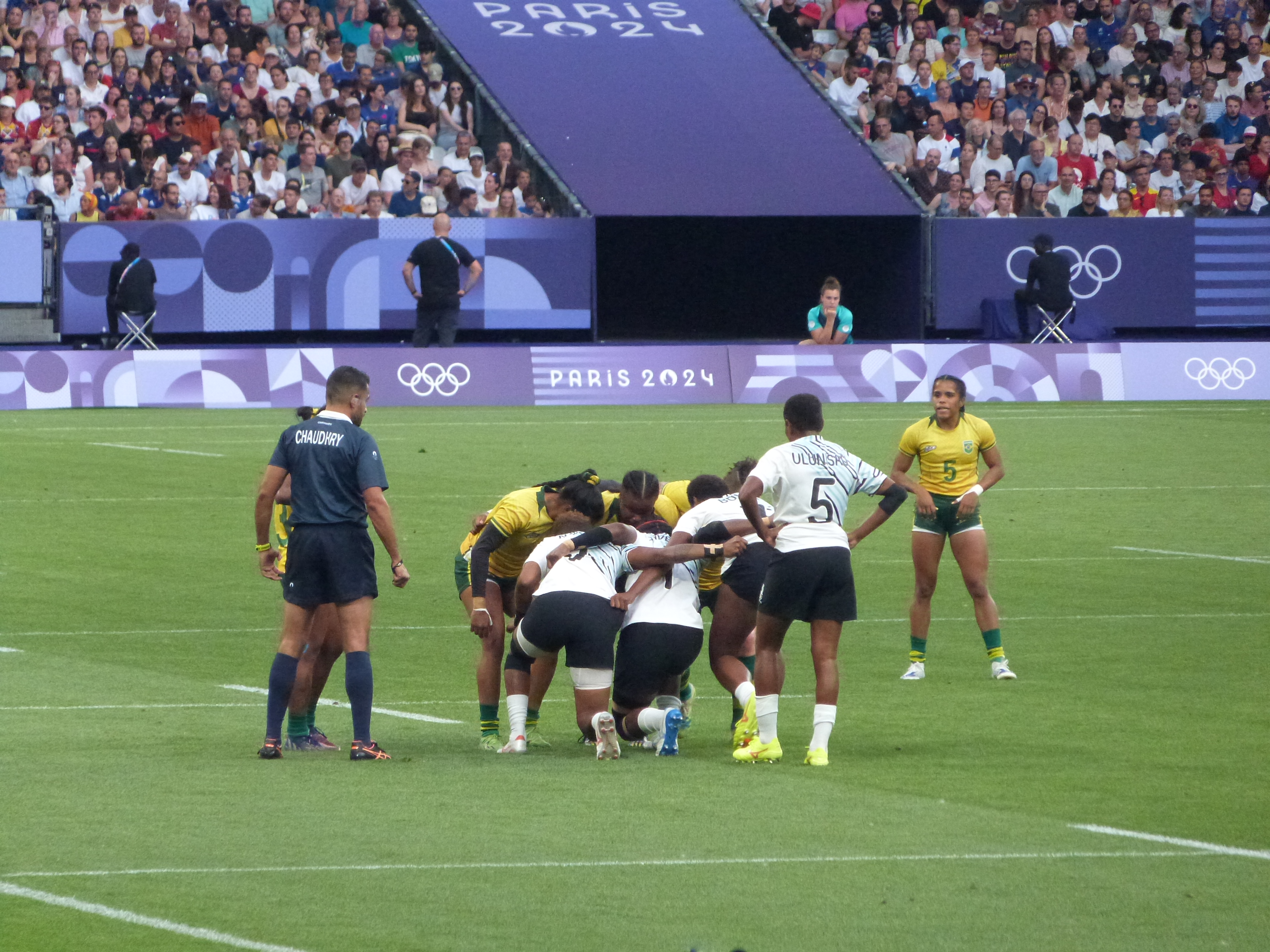
Zápas mezi Fidži a Brazílií, 29. července 2024

| Pořadí | Tým     | Z | V | R | P | VB | IB | RB  | Body |
| ------ | ------- | - | - | - | - | -- | -- | --- | ---- |
| 1.     | Fidži   | 3 | 3 | 0 | 0 | 97 | 36 | +61 | 9    |
| 2.     | Francie | 3 | 1 | 1 | 1 | 43 | 43 | 0   | 6    |
| 3.     | Kanada  | 3 | 1 | 1 | 1 | 57 | 67 | −10 | 6    |
| 4.     | Uruguay | 3 | 0 | 0 | 3 | 41 | 92 | −51 | 3    |

#### Ženský turnaj

###### Soupiska
- Verenaisi Ditavutu, Kolora Lomani, Sesenieli Donu, Alowesi Nakoci, Ana Maria Naimasi, Adi Vani Buleki, Ilisapeci Delaiwau, Reapi Ulunisau, Lavena Cavuru, Raijieli Daveua, Maria Rokutusiga, Laisana Likuceva, Talei Wilson[15]

###### Výsledky
| Pořadí | Tým         | Z | V | R | P | VB  | IB | RB  | Body |
| ------ | ----------- | - | - | - | - | --- | -- | --- | ---- |
| 1.     | Nový Zéland | 3 | 3 | 0 | 0 | 114 | 19 | +95 | 9    |
| 2.     | Kanada      | 3 | 2 | 0 | 1 | 50  | 64 | −14 | 7    |
| 3.     | Čína        | 3 | 1 | 0 | 2 | 62  | 81 | −19 | 5    |
| 4.     | Fidži       | 3 | 0 | 0 | 3 | 33  | 95 | −62 | 3    |

### Stolní tenis
Pro 19letého Vickyho Wu byl start na hrách v Paříži jeho olympijským debutem. Dne 29. července 2024 nastoupil do mužského turnaje proti britskému reprezentantovi Liamu Pitchfordovi. Ten jej porazil a Wu do dalšího kola nepostoupil.
| Sportovkyně | Disciplína     | Základní část | 1/64                      | 1/32        | Osmifinále  | Čtvrtfinále | Semifinále  | Finále/Bronzová medaile | Pořadí |
| Sportovkyně | Disciplína     | Soupeř        | Soupeř                    | Soupeř      | Soupeř      | Soupeř      | Soupeř      | Soupeř                  | Pořadí |
| ----------- | -------------- | ------------- | ------------------------- | ----------- | ----------- | ----------- | ----------- | ----------------------- | ------ |
| Vicky Wu    | Dvouhra – muži | Bye           | Liam Pitchford PROHRA 0–4 | nepostoupil | nepostoupil | nepostoupil | nepostoupil | nepostoupil             | =33.   |

### Taekwondo
V závodu žen do 67 kg startovala 17letá Lolohea Navuga Naitasi, pro kterou byl start na těchto hrách její první olympijskou účastí. V prvním kole, které se konalo 9. srpna 2024, nastoupila proti jordánské reprezentantce, kterou nedokázala porazit a do dalšího kola nepostoupila.
26letá Venice Elizabeth Megan Traill startovala v závodu žen nad 67 kg. V prvním kole se 10. srpna 2024 postavila britské reprezentantce. Ani Traill nedokázala svou soupeřku porazit a do dalšího kola nepostoupila.
| Sportovec              | Disciplína     | 1/16                         | Čtvrtfinále  | Semifinále   | Opravy       | Bronzová medaile | Finále       | Pořadí |
| Sportovec              | Disciplína     | Soupeř                       | Soupeř       | Soupeř       | Soupeř       | Soupeř           | Soupeř       | Pořadí |
| ---------------------- | -------------- | ---------------------------- | ------------ | ------------ | ------------ | ---------------- | ------------ | ------ |
| Lolohea Navuga Naitasi | Ženy do 67 kg  | Julyanna Al-Sadeq PROHRA 0–2 | nepostoupila | nepostoupila | nepostoupila | nepostoupila     | nepostoupila |        |
| Venice Traill          | Ženy nad 67 kg | Rebecca McGowan PROHRA 0–2   | nepostoupila | nepostoupila | nepostoupila | nepostoupila     | nepostoupila |        |